# Sheri-Ann Brooks
Sheri-Ann Brooks, née le 11 février 1983, est une athlète jamaïcaine qui pratique le sprint.
Elle a, pour l'instant, connu ses principaux résultats aux jeux du Commonwealth et aux Jeux panaméricains.
Sheri-Ann a été contrôlée positive à la méthylxanthine (produit dopant) par l'IAAF en juin 2009, en même temps que 5 autres athlètes jamaïcains. Elle n'est cependant pas disqualifiée, faute d'avoir été avertie à temps pour l'échantillon B.

## Palmarès

### Championnats du monde d'athlétisme
- Championnats du monde d'athlétisme de 2007 à Osaka (Japon)
  - éliminée en demi-finale sur 100 m
  -  Médaille d'argent sur 4 × 100 m

- Championnats du monde d'athlétisme de 2013 à Moscou (Russie)
  -  Médaille d'or sur 4 × 100 m

### Jeux du Commonwealth
- Jeux du Commonwealth de 2006 à Melbourne (Australie)
  -  Médaille d'or sur 100 m
  - 5e sur 200 m
  -  Médaille d'or en relais 4 × 100 m

### Jeux panaméricains
- Jeux panaméricains de 2007 à Rio de Janeiro (Brésil)
  -  Médaille d'argent sur 200 m
  -  Médaille d'or en relais 4 × 100 m